# Soudaine
Soudaine – rzeka we Francji, przepływająca przez teren departamentu Corrèze, o długości 25,8 km. Stanowi dopływ rzeki Vézère.